# Tipula (Lunatipula) lucida
Tipula (Lunatipula) lucida is een tweevleugelige uit de familie langpootmuggen (Tipulidae). De soort komt voor in het Nearctisch gebied.